# しいなえいひ
しいな えいひ（しいな えいひ、旧芸名：英姫 → 椎名英姫、1976年2月3日 - ）は、日本の女優、モデル。アミューズを経て、現在はブルーベアハウス所属。
福岡県出身。福岡県立小倉南高等学校卒業。

## 来歴・人物
18歳の時にモデルとしてデビューし、ベネトンのワールドキャンペーンでパリのショーに参加。1995年にエリートモデルルック'95でグランプリを獲得し、日本代表として世界大会へ出場した。1998年に行定勲監督の『OPEN HOUSE』で映画主演デビュー。2003年制作の映画『アニムスアニマ』では、ダブル主演を務めた忍成修吾と恋人同士のような姉弟を演じて注目された。

## 出演

### 映画
- OPEN HOUSE（1998年、行定勲監督）
- DOG-FOOD（1999年、田辺誠一監督） ※出演以外に脚本も担当
- オーディション（2000年、三池崇史監督）
- EUREKA（2001年、青山真治監督）
- 害虫（2002年、塩田明彦監督）
- アニムスアニマ（2003年、斉藤玲子監督）
- スカイハイ劇場版（2003年、北村龍平監督）
- Jam Films 2（2004年のオムニバス映画、丹下絋希監督の「FASTENER」に出演）
- きょうのできごと/a day on the planet（2004年、行定勲監督）
- ホールドアップダウン（2005年、SABU監督）
- 東京残酷警察（2008年、西村喜廣監督）
- 吸血少女対少女フランケン（2009年、友松直之、西村喜廣監督）
- アウトレイジ（2010年、北野武監督）
- ヘルドライバー（2011年7月23日公開、日活配給、監督:西村喜廣、主演:原裕美子） - リッカ
- 劇場版 はらぺこヤマガミくん（2012年3月3日公開、ポニーキャニオン配給、井口昇、西村喜廣、塩崎遵監督） - パンダーマン
- めめめのくらげ（2013年4月26日公開、ギャガ配給、村上隆監督）
- 虎影（2015年6月20日公開、ファントム・フィルム配給、西村喜廣監督） - 東雲幻斎
- 家族ごっこ「Episode5 高橋マニア」（2015年8月1日公開、内田英治監督）
- 鼻目玉幸太郎の恋!（2015年、田代尚也監督） - 花田姫子
- 蠱毒 ミートボールマシン（2017年、 西村喜廣監督）

### テレビドラマ
- 金田一少年の事件簿 第3シーズン（2001年、日本テレビ系） - スージー星河 役
- 火曜時代劇「怪談百物語」 第5話 耳なし芳一（2002年、フジテレビ系）- かや姫 役

### テレビ番組
- 恋するベトナム 〜縦断1800kmの旅物語〜（2004年、朝日放送制作）
- 恋するハニカミ!（2005年、TBS系）

### WEBドラマ
- はらぺこヤマガミくん（2011年 - 2012年、YouTube、ニコニコ動画） 6、11、18話

### ゲーム
- the FEAR（2001年、エニックス）

### CM
- ラビナス（花王）
- コカ・コーラ（日本コカ・コーラ）
- 白岳・謹醸しろ（本格米焼酎、通称「金しろ」）、白岳・吟麗しろ（本格米焼酎、通称「銀しろ」）(高橋酒造)